# Banys termals (Naut Aran)
Banys termals és una obra de Naut Aran (Vall d'Aran) inclosa a l'Inventari del Patrimoni Arquitectònic de Catalunya.

## Descripció
Edifici modest de planta rectangular i consta d'un sol pis. A la planta baixa hi ha dos rengles de cambres de bany i al superior s'obren diferents habitacions.

## Història
Les aigües tèrmiques ja eren conegudes pels romans; són aigües sulfuroses. Això ho demostra el fet de trobar-hi un fragment de Sipió amb les lletres NYMP, les quals part d'una inscripció al·lusiva a les deesses de les aigües.